# Maketo
Maketo est une injure raciste, signifiant métèque en langue basque, utilisée par les nationalistes basques pour désigner les travailleurs immigrés des autres régions d'Espagne.
Le terme est né au début du XXe siècle. À cette époque, le Pays basque espagnol, région historiquement rurale, connaissait une industrialisation rapide et massive. Celle-ci attirait une main-d'œuvre nombreuse du reste de l'Espagne, toujours profondément agraire et miséreuse. Les nationalistes basques considéraient que ce phénomène, générant un intense développement urbain, la constitution d'immenses fortunes et le développement d'un prolétariat, rompait l'équilibre de la société basque.
Par ailleurs, l'identité basque se trouvait menacée par cet afflux important d'une population peu disposée à intégrer la culture et la langue locales ; cela d'autant plus que les lois et libertés des provinces basques avaient été supprimées par le Parlement espagnol en 1876, date de la dernière défaite militaire carliste. Sabino Arana considérait ainsi que l'« invasion maketa » menaçait la pureté raciale, morale et religieuse basque, et avait le sentiment d'avoir comme mission de sauver sa nation d'une perte définitive d'identité. Cette façon de voir est toujours celle d'une frange extrême du nationalisme basque contemporain.

## Source
- (es) Juan Aranzadi, « 'Maketos' y moros », El País, 2 août 2000 . L'auteur est écrivain et professeur d'anthropologie.